# Cortês
Cortês är en kommun i Brasilien.   Den ligger i delstaten Pernambuco, i den östra delen av landet, 1 600 km nordost om huvudstaden Brasília. Antalet invånare är 12 458.
Omgivningarna runt Cortês är en mosaik av jordbruksmark och naturlig växtlighet. Runt Cortês är det ganska tätbefolkat, med 83 invånare per kvadratkilometer.